# Cap de pod
Capul de pod este o regiune cu mare importanță strategică aflată pe teritoriul controlat de inamic, pe malul unei mări, dincolo de un curs de apă sau de un defileu, care trebuie cucerită / apărată în timpul unui conflict militar, pentru asigurarea trecerii grosului trupelor și mijloacelor de luptă terestre ale atacatorului. 
Existența capetelor de pod este limitată de obicei la câteva zile, forțele militare aflate în ofensivă fiind ori respinse de defensiva inamică, ori reușind să își extindă controlul asupra teritoriului cucerit și să asigure securitatea în zona de concentrarea a trupelor proprii pe teritoriul inamic, de unde să pornească un asalt de amploare. Au existat capete de pod care au fost menținute pentru perioade mult mai lung de timp, de ordinul lunilor. 

## Etimologie

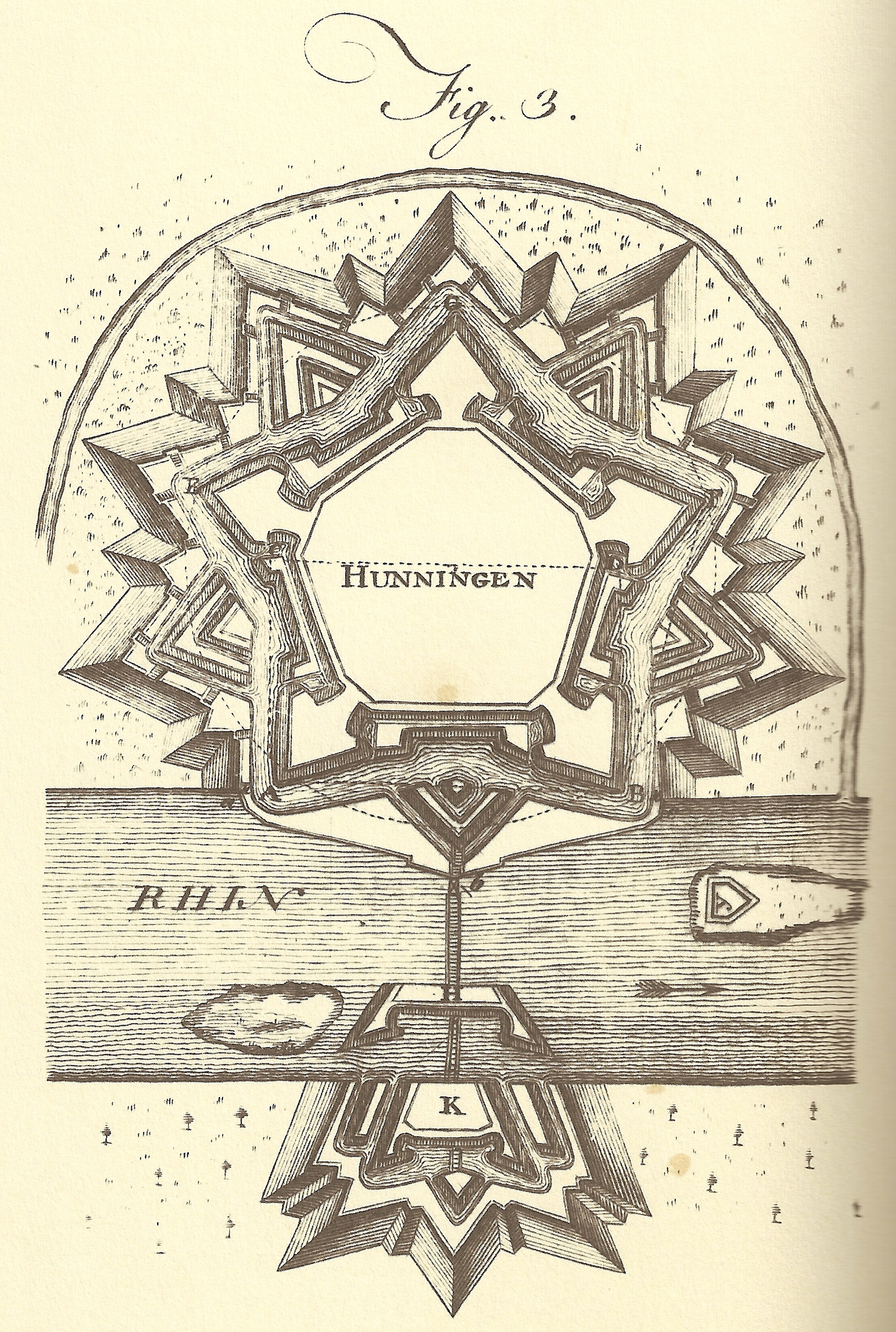
Schema fortificațiilor de la Huningue. Fortificațiile au fost construite în perioada 1679–1681. Un pod asigura legătura dintre fortificație și malul opus al Rinului.

Cap de pod (în limba franceză: tête de pont) un termen militar din  Evul Mediu mijlociu care, până la apariția artileriei, era menit apărării zonei în care începea un pod. 
După introducerea la scară largă a pieselor de artilerie în dotarea armatelor europene, termenul a fost transformat pentru a desemna fortificațiile aflate la o oarecare distanță de capetele podului, amplasate în așa fel încât să protejeze atât cele două capete de pod, cât și trupele care traversau cursul de apă pe malul cel mai îndepărtat. „Cap de pod” a început să fie utilizat pentru desemnarea atât a fortificațiilor cât și a zonei de pe mal care era în imediata vecinătate cu liniile inamicului. Cum procesul de traversarea de către trupe a podurilor era unul desfășurat cu viteza mică, era nevoie de asigurarea securității lui pe termen mai lung împotriva atacurilor inamicului, iar fortificațiile capului de pod menite asigurării acestui scop trebuiau realizate la o distanță suficient de mare pentru ca să mențină podul în afara razei de acțiune a artileriei inamice. Cum de-a lungul timpului raza de acțiune a artileriei a crescut, în mod corespunzător a crescut și zona necesară pentru asigurarea securității podurilor. Dacă, la început, în perioada de existență a unor arme de foc cu rază scurtă de acțiune, capul de pod era constituit cel mult dintr-o serie de parapete, odată cu trecerea timpului și cu creșterea eficienței artileriei, lucrările de apărare a podurilor a cunoscut o foarte mare extindere.
Odată cu creșterea efectivelor formațiunilor militare, a crescut și dimensiunile regiunilor de concentrare necesare pentru organizarea atacurilor împotriva inamicului, ca și complexitatea și dimensiunile fortificațiilor care apărau capul podului. 
Creșterea razei de acțiune a artileriei și a armelor de foc portabile până la mai multe mii de metri a modificat capul de pod, transformându-l dintr-o zonă fortificată, într-o zonă controlată de focul artileriei de mare calibru. 
În zilele noastre, termenul „cap de pod” este folosit pentru orice tip de zonă defensivă care este extinsă în teritoriul inamic – sinonimă într-o oarecare măsură cu  „avanpost”. „Cap de pod” se referă în mod particular la o zonă bine definită aflată pe malul unui râu sau lac opus controlate de forțele proprii și aflat în contact nemijlocit cu regiunea controlată de inamic. Termenul este folosit în mod special pentru zonele cucerite de atacurile inițiale ale trupelor amfibii, cu intenția tactică a stabilirii unei linii de aprovizionare peste o barieră naturală, care se permită mai apoi o mai mare mobilitate operațională. 

## Resurse internet
- definiția capului de pod în Wiktionary.